# Calling Hedy Lamarr
Calling Hedy Lamarr ist ein Dokumentarfilm des österreichischen Filmemachers Georg Misch aus dem Jahr 2004 über Hedwig Eva Maria Kiesler, alias Hedy Lamarr.

## Synopsis
Calling Hedy Lamarr ist kein Porträtfilm, sondern ein Dokumentarfilm über die aus Wien stammende, in den 1940er Jahren auch als schönste Frau der Welt gepriesene „Göttin der Leinwand“ und ihre bahnbrechende Erfindung, über eine Mutter, emanzipierte Frau und Gescheiterte.
Der Film erzählt ihr Leben als eine Mischung aus modernen Mythen, konstruierten Legenden und wahren Geschichten und betrachtet die Hollywood-Diva vornehmlich aus der Perspektive ihres Sohnes Anthony Loder, eines mittelmäßig erfolgreichen Telefonhändlers aus Los Angeles, der sich verzweifelt als Produzent eines Spielfilms über das Leben seiner Mutter versucht. In seinen Recherchen stößt er auf widersprüchliche Aussagen und phantastische Theorien.

## Der Film
Da niemand die ganze Geschichte der Hedy Lamarr kennt, wurde sie im Dokumentarfilm aus den Fragmenten der Erinnerung verschiedener Protagonisten rekonstruiert.
Die unterschiedlichen Facetten ihres komplexen Lebens werden von einer Vielzahl von Charakteren erzählt.
Das Telefon ist ein wichtiges Leitmotiv des Films, da Einerseits die Erfindung Hedy Lamarrs ein wesentlicher Bestandteil aller kabellosen Telefone und Mobiltelefone ist, sie zum anderen, nachdem sie sich aus der Öffentlichkeit zurückgezogen hatte, buchstäblich zwei Jahrzehnte am Telefon verbrachte, welches in dieser Zeit fast ihr einziges Kommunikationsmittel mit der Welt, mit Freunden und sogar mit ihren eigenen Kindern darstellte. Oftmals soll sie sechs bis sieben Stunden pro Tag mit Telefongesprächen verbracht haben.
Im Film werden die Interviews mit den Darstellern in der Form von Telefongesprächen geführt. Die Schauplätze für diese Telefonate reichen dabei von Anthony Loders Telefongeschäft, über die Wohnungen einzelner Gesprächspartner bis zu öffentlichen Telefonzellen oder Mobiltelefongesprächen im Freien. Calling Hedy Lamarr setzt sich aus diesen Sequenzen zusammen zu einem virtuellen Telefongespräch aller Teilnehmer untereinander. Dieses Gespräch, das als solches nie stattgefunden hat, erzählt als Einheit die Geschichte der Hedy Lamarr – wobei widersprüchliche Aussagen, phantastische Theorien, Wahrheit und Lüge sehr nahe beieinander stehen.
Zudem kommt auch Hedy Lamarr als Telefonstimme selbst zu Wort und nimmt an dem konstruierten Dialog teil. Grundlage dafür sind mehrere Telefongespräche, die ihr Sohn, Anthony Loder, in den letzten Lebensjahren seiner Mutter aufgezeichnet hat. Auch Dialogfragmente in Bild und Ton aus ihren über 30 Filmen (z. B. The Strange Woman, Dishonoured, The Female Animal) beschreiben einen Teil des filmischen Dialogs.